# Мортон, Саманта
Сама́нта Джейн Мо́ртон (англ. Samantha Jane Morton, род. 13 мая 1977) — английская киноактриса, заработавшая в конце 1990-х годов репутацию одной из наиболее талантливых актрис своего поколения.
Лауреат премии «Золотой глобус», дважды номинировалась на премию «Оскар».

## Биография

### Детство
Саманта Мортон родилась 13 мая 1977 года в городе Ноттингем (Англия) в семье работницы завода Памелы и Питера Мортона — поэта и члена Социалистической рабочей партии. В 1979 году, когда Саманте было 2 года, её родители развелись, Памела уехала вместе со своим новым мужем, а дети остались с отцом. После развода Саманта вместе с отцом, сестрой и братом переехала в новый дом, но судьба детей отца не интересовала, и оставшаяся без родительской заботы Саманта жила в приёмных семьях и сиротских приютах.
Саманта о своём детстве:

Моя приёмная мать умерла и я не поддерживаю отношения с моими настоящими родителями. Я знаю кто они. Это не огорчает — это просто так бывает. Это нельзя изменить. Я не буду страдать из-за своего детства всю оставшуюся жизнь.
Оригинальный текст (англ.)«My foster mother died and I did not have a relationship with my real parents. I know who they are. It's not upsetting; it's just the way it is. You cannot change things. My childhood isn't like an albatros around my neck.»
В детстве начиная с семи лет Саманта любила придумывать и разыгрывать коротенькие пьесы.
В 13 лет по совету школьного учителя актёрского мастерства Саманта бросила обычную школу и перешла учиться в детскую актёрскую школу Central Junior Television Workshop на три последующих года.
На первые заработанные деньги она сняла себе квартиру, выдав себя за совершеннолетнюю, и зажила самостоятельно.

### Начало карьеры и работа в театре
Саманта Мортон рано начала актёрскую карьеру. В 14 лет получила свою первую роль на телевидении в популярном английском телесериале «Soldier Soldier». В 16 лет переехала в Лондон и участвовала в театральных постановках на сцене Королевского придворного театра.
Знаменательной ролью в карьере Саманты стало её появление в одной из серий английской криминальной драмы «Метод Крекера» (англ. Cracker), где она сыграла юную жертву религиозного культа.
Затем последовали другие небольшие роли на телевидении — роль проститутки в мини-сериале «Band of Gold», в сериале «Peak Practice», роль Гарриет в драме «Эмма» (англ. Emma), и наконец главная роль в мини-сериале для телевидения «Джейн Эйр» (1997).
Главная роль в фильме «Внутри себя» (1997) была отмечена премией Boston Film Critics Society и принесла Саманте известность в Соединённом Королевстве.
Актриса также произвела такое сильное впечатление на Вуди Аллена, что он пригласил её на роль немой подруги главного героя — джазового гитариста, роль которого исполнил Шон Пенн, в фильме «Сладкий и гадкий». Ради роли в этом фильме Саманта отказалась сыграть Офелию в современной адаптации «Гамлета» с Итаном Хоуком в главной роли.
Известно, что до предложения Вуди Аллена о совместной работе, Саманта ничего о нём не слышала и не видела ни одного его фильма, ведь в детстве ей чаще приходилось слушать радио, чем ходить в кино.
Фильм имел успех и был номинирован на премию Американской киноакадемии, а Саманта за свою работу получила премию London Critics Circle Film Awards.
В 1999 году Саманта была занята сразу в нескольких проектах — в независимом малобюджетном американском фильме «Сын Иисуса» она сыграла роль наркоманки Мишель, снималась в фильмах «Мечтая о Джозефе Лизе» и «Последний трус» (англ. The Last Yellow).

### 2000-е годы
После рождения дочери в 2000 году Саманта сделала паузу в карьере, и вернулась к работе актрисы в 2001 году на съёмки драмы «Рай» о судьбе девушки из Палестины.
В 2002 году Саманта получила награду British Independent Film Award за исполнение роли в фильме «Моверн Каллар».
Роль Сары, матери семейства, переехавшего из Ирландии в США, в фильме «В Америке» принесла Саманте вторую номинацию на «Оскар» за лучшую женскую роль, однако награда досталась актрисе Шарлиз Терон. Также в 2002 году вышел на экраны фильм Стивена Спилберга «Особое мнение», где Мортон сыграла роль провидицы Агаты.
В сентябре 2003 года на экраны вышла футуристическая драма «Код 46» режиссёра Майкла Уинтерботтома. Саманта Мортон исполнила роль Марии Гонзалес, незаконно изготавливающей фальшивые пропуска для перехода из одного города в другой, что было запрещено тоталитарным правительством будущего. Партнёром по фильму выступил американский актёр Тим Роббинс, сыгравший роль следователя Уильяма Гелда, по сюжету влюбляющегося в Марию. Но закон под названием Код 46 запрещает им быть вместе, поскольку Мария генетически является копией матери Уильяма. Премьера фильма состоялась на Венецианском кинофестивале, игра Саманты была отмечена номинацией на премию European Film Awards, сам фильм получил три премии Каталонского международного кинофестиваля и ещё несколько номинаций на различных фестивалях, но был достаточно прохладно встречен зрителями.
В 2004 году Саманта сыграла роль молодой актрисы Элизабет Барри в драме «Распутник» — экранизации истории жизни Джона Уилмота, роль которого исполнил Джонни Депп.
Вместе с Вуди Харрельсоном и Кайлом Маклахленом актриса участвовала в английской озвучке норвежского полнометражного мультфильма «Освободите Джимми», который вышел в марте 2006 года. Голосом Саманты заговорила Соня.
В 2007 году на экраны вышли четыре картины с участием Саманты Мортон — художественно-биографический фильм «Контроль» о жизни в период 1970-х годов фронтмена британской пост-панк-группы Joy Division Яне Кёртисе, фильм «Мистер Одиночество», мелодрама Expired, и историческая драма «Золотой век». В фильме «Контроль» Саманта исполнила роль жены музыканта Деборы Кёртис. В «Золотом веке» актриса раскрыла образ шотландской королевы Марии Стюарт.
В 2008 году вышли два фильма с участием Саманты — драма «Нью-Йорк, Нью-Йорк» и мистический триллер The Daisy Chain.

### Личная жизнь
В 1999 году Мортон встречалась с актёром Чарли Кридом-Майлзом. Они расстались, когда Мортон была на 15-й недели беременности их дочерью, Эсме Крид-Майлз (род. 5 февраля 2000 года в Лондоне), ставшей актрисой. 
С 2005 года Мортон встречается с кинорежиссёром Гарри Холмом, сыном актёра Иэна Холма, с которым познакомилась на съёмках видеоклипа для группы «The Victims», где он был режиссёром съёмок. У пары есть двое детей — дочь Иди Холм (род. 4 января 2008 года в Лондоне) и сын Теодор Холм (род. 2012).
В начале 2008 года Мортон призналась, что была «близка к смерти» в 2006 году после перенесённого инсульта, вызванного падением ей на голову штукатурки XVII века, что привело к повреждению позвоночной артерии, частичному параличу и потере зрения. Она находилась в больнице в течение трёх недель после инцидента и была вынуждена уйти из профессии и общественной жизни на полтора года, посвятив время физической и речевой терапии, заново учась ходить и восстанавливая речь. Сразу после терапии Мортон приступила к съёмкам в фильме «Нью-Йорк, Нью-Йорк» (2008). Некоторые проблемы со здоровьем преследуют её и по сей день.

## Взгляды и убеждения
Саманту Мортон никогда не привлекала карьера голливудской актрисы. Саманте предлагают множество ролей, но она всегда придирчиво относится к их выбору. В своих интервью Саманта Мортон подчёркивает, что при выборе роли ориентируется на совместимость с режиссёром и съёмочной группой, а также часто её выбор падает на проекты с долей риска.
Мортон известна своими резкими и язвительными высказываниями в сторону известных режиссёров Голливуда и британского кинематографа.

## Фильмография
| Год       | Название на русском                    | Название на английском                  | Роль                    | Примечания               |
| --------- | -------------------------------------- | --------------------------------------- | ----------------------- | ------------------------ |
| 1994      | «Метод Крекера»                        | Cracker                                 | Джоан Барнс             | 1 серия (The Big Crunch) |
| 1995      | «Золотое кольцо»                       | Band of Gold                            | Трейси                  |                          |
| 1996      | «Эмма»                                 | Emma                                    | Гарриет Смит            |                          |
| 1997      | «Джейн Эйр»                            | Jane Eyre                               | Джейн Эйр               |                          |
| 1997      | «Внутри себя»                          | Under the Skin                          | Айрис Келли             |                          |
| 1999      | «Сладкий и гадкий»                     | Sweet and Lowdown                       | Хэтти                   |                          |
| 1999      | «Сын Иисуса»                           | Jesus' Son                              | Мишель                  |                          |
| 1999      | «Мечтая о Джозефе Лисе»                | Dreaming of Joseph Lees                 | Ева                     |                          |
| 1999      | «Последний трус»                       | The Last Yellow                         | Джеки                   |                          |
| 2001      | «Рай»                                  | Eden                                    | Сэм                     |                          |
| 2002      | «Особое мнение»                        | Minority Report                         | Агата                   |                          |
| 2002      | «Моверн Каллар»                        | Morvern Callar                          | Моверн Каллар           |                          |
| 2002      | «В Америке»                            | In America                              | Сара                    |                          |
| 2003      | «Код 46»                               | Code 46                                 | Мария Гонзалес          |                          |
| 2004      | «Распутник»                            | The Libertine                           | Элизабет Барри          |                          |
| 2004      | «Испытание любовью»                    | Enduring Love                           | Клер                    |                          |
| 2005      | «Королева реки»                        | River Queen                             | Сара О’Брайен           |                          |
| 2006      | «Лонгфорд»                             | Longford                                | Мира Хиндли             |                          |
| 2007      | «Золотой век»                          | Elizabeth: The Golden Age               | Мария Стюарт            |                          |
| 2007      | «Контроль»                             | Control                                 | Дебора Кёртис           |                          |
| 2007      | «Мистер Одиночество»                   | Mister Lonely                           | Мерилин Монро           |                          |
| 2008      | «Нью-Йорк, Нью-Йорк»                   | Synecdoche, New York                    | Хейзел                  |                          |
| 2008      | Венок из ромашек                       | The Daisy Chain                         | Марта Конрой            |                          |
| 2009      | «Посланник»                            | The Messenger                           | Оливия Питтерсон        |                          |
| 2012      | «Джон Картер»                          | John Carter                             | Сола                    |                          |
| 2012      | «Космополис»                           | Cosmopolis                              | Виджа Кински            |                          |
| 2013      | «Расшифровка Энни Паркер»              | Decoding Annie Parker                   | Энни Паркер             |                          |
| 2013      | Урожай                                 | The Harvest                             | Кэтрин                  |                          |
| 2014      | «Фрёкен Юлия»                          | Miss Julie                              | Кэтлин                  |                          |
| 2015      | «Последние пантеры»                    | The Last Panthers                       | Наоми Фрэнком           | телесериал               |
| 2015      | Сидр и Рози                            | Cider with Rosie                        | Энни Ли                 | телефильм                |
| 2016      | Фантастические твари и где они обитают | Fantastic Beasts and Where to Find Them | Мэри Лу                 |                          |
| 2017      | Куртизанки                             | Harlots                                 | Маргарет Уэллс          | телесериал               |
| 2019—2020 | Ходячие мертвецы                       | The Walking Dead                        | Альфа                   | телесериал               |
| 2021—2022 | Спасая кино                            | Save the Cinema                         | хозяйка кинотеатра      | телесериал               |
| 2022      | Королева змей                          | Serpent Queen                           | Екатерина Медичи        | телесериал               |
| 2022      | Кит                                    | The Whale                               | Мэри, бывшая жена Чарли | художественный фильм     |
| 2022      | Истории ходячих мертвецов              | Tales of the Walking Dead               | Альфа                   | телесериал               |
| 2022      | Её правда                              | She Said                                | Зельда Перкинс          |                          |
| 2025      | Анемон                                 | Anemone                                 |                         |                          |
| 2026      | Одиссея                                | The Odyssey                             |                         |                          |
|           | Система развлечений не работает        | The Entertainment System is Down        |                         |                          |

## Награды и номинации
Перечислены основные награды и номинации. Полный список наград смотри на IMDb.com.
- 1999 год — номинация на премию «Золотой глобус» в категории «Лучшая актриса второго плана» за роль в фильме «Сладкий и гадкий»
- 2000 год — номинация на премию «Оскар» в категории «Лучшая актриса второго плана» за роль в фильме «Сладкий и гадкий»
- 2003 год — премия «Сатурн» за роль второго плана в фильме «Особое мнение»
- 2004 год — номинация на премию «Оскар» в категории «Лучшая женская роль» за фильм «В Америке»
- 2007 год — номинация на премию BAFTA-TV в категории «Лучшая ТВ-актриса» за фильм «Лонгфорд»
- 2008 год:
 — премия «Золотой глобус» в категории «Лучшая актриса второго плана сериала, мини-сериала или фильма для TV» за роль в телефильме «Лонгфорд»
 — номинация на премию BAFTA за роль второго плана в фильме «Контроль»
- 2025 год — Член ордена Британской империи (13 июня 2025 года)[15]